# Eupithecia halosydne
Eupithecia halosydne là một loài bướm đêm trong họ Geometridae.